# Chapel Hill (Antarktika)
Der Chapel Hill (englisch für Kapellenhügel) ist ein 140 m hoher Hügel im Grahamland auf der Antarktischen Halbinsel. Er ragt 2,5 km westsüdwestlich des Church Point an der zum Prinz-Gustav-Kanal angrenzenden Südküste der Trinity-Halbinsel auf.
Der Falkland Islands Dependencies Survey benannte ihn nach Vermessungen im Jahr 1946 in Anlehnung an die Benennung des nahegelegenen Church Point.